# Soulier d'or de la Major League Soccer
Pour les articles homonymes, voir Soulier d'or.
Le soulier d'or (en anglais MLS Golden Boot) est attribué depuis 2005 dans la Major League Soccer au meilleur buteur de la saison régulière. Cette récompense a remplacé le MLS Scoring Champion Award qui était attribuée de 1996 à 2004.

## 1996–2004
De 1996 à 2004, le MLS Scoring Champion Award était attribué au joueur qui cumulait le plus de points durant la saison régulière (2 points par but et 1 point par passe décisive).
Le tableau de droite montre qui aurait gagné le MLS Golden Boot si la règle était en vigueur à ce moment-là.
| Saison | MLS Scoring Champion | MLS Scoring Champion                 | MLS Scoring Champion | MLS Golden Boot    | MLS Golden Boot         | MLS Golden Boot |
| Saison | Joueur               | Club                                 | Points               | Joueur             | Club                    | Buts            |
| ------ | -------------------- | ------------------------------------ | -------------------- | ------------------ | ----------------------- | --------------- |
| 1996   | Roy Lassiter         | Mutiny de Tampa Bay                  | 58                   | Roy Lassiter       | Mutiny de Tampa Bay     | 27              |
| 1997   | Preki                | Wizards de Kansas City               | 41                   | Jaime Moreno       | D.C. United             | 16              |
| 1998   | Stern John           | Crew de Columbus                     | 57                   | Stern John         | Crew de Columbus        | 26              |
| 1999   | Jason Kreis          | Burn de Dallas                       | 51                   | Jason Kreis        | Burn de Dallas          | 18              |
| 2000   | Mamadou Diallo       | Mutiny de Tampa Bay                  | 56                   | Mamadou Diallo     | Mutiny de Tampa Bay     | 26              |
| 2001   | Alex Pineda Chacón   | Fusion de Miami                      | 47                   | Alex Pineda Chacón | Fusion de Miami         | 19              |
| 2002   | Taylor Twellman      | Revolution de la Nouvelle-Angleterre | 52                   | Carlos Ruíz        | Galaxy de Los Angeles   | 24              |
| 2003   | Preki                | Wizards de Kansas City               | 41                   | Carlos Ruíz        | Galaxy de Los Angeles   | 15              |
| 2004   | Amado Guevara        | MetroStars de New York               | 30                   | Brian Ching        | Earthquakes de San José | 12              |
| 2004   | Pat Noonan           | Revolution de la Nouvelle-Angleterre | 30                   | Brian Ching        | Earthquakes de San José | 12              |

## 2005–
Depuis 2005, la Major League Soccer attribue le MLS Golden Boot au joueur qui marque le plus de buts. Le nombre de passes décisives départage les égalités.
| Saison | Joueur                  | Club                                         | Buts | Matchs |
| ------ | ----------------------- | -------------------------------------------- | ---- | ------ |
| 2005   | Taylor Twellman         | Revolution de la Nouvelle-Angleterre         | 17   | 25     |
| 2006   | Jeff Cunningham         | Real Salt Lake                               | 16   | 31     |
| 2007   | Luciano Emilio          | D.C. United                                  | 20   | 29     |
| 2008   | Landon Donovan          | Galaxy de Los Angeles                        | 20   | 25     |
| 2009   | Jeff Cunningham         | FC Dallas                                    | 17   | 28     |
| 2010   | Chris Wondolowski       | Earthquakes de San José                      | 18   | 28     |
| 2011   | Dwayne De Rosario       | Toronto FC Red Bulls de New York D.C. United | 16   | 33     |
| 2012   | Chris Wondolowski       | Earthquakes de San José                      | 27   | 32     |
| 2013   | Camilo Sanvezzo         | Whitecaps de Vancouver                       | 22   | 32     |
| 2014   | Bradley Wright-Phillips | Red Bulls de New York                        | 27   | 32     |
| 2015   | Sebastian Giovinco      | Toronto FC                                   | 22   | 33     |
| 2016   | Bradley Wright-Phillips | Red Bulls de New York                        | 24   | 34     |
| 2017   | Nemanja Nikolić         | Fire de Chicago                              | 24   | 33     |
| 2018   | Josef Martínez Mencia   | Atlanta United FC                            | 31   | 34     |
| 2019   | Carlos Vela             | Los Angeles FC                               | 34   | 31     |
| 2020   | Diego Rossi             | Los Angeles FC                               | 14   | 19     |
| 2021   | Valentin Castellanos    | New York City FC                             | 19   | 32     |
| 2022   | Hany Mukhtar            | Nashville SC                                 | 23   | 33     |
| 2023   | Denis Bouanga           | Los Angeles FC                               | 20   | 31     |
| 2024   | Christian Benteke       | D.C. United                                  | 23   | 30     |